# When in Rome 2007
When in Rome 2007 (в пер. с англ. Однажды в Риме 2007)— концертное видео британской рок-группы Genesis, записанное 14 июля 2007 года на ипподроме Большой цирк (Circus Maximus), Рим, Италия, в рамках прощального тура Turn It On Again Tour. Данный концерт завершал европейскую часть тура.

## О релизе
Режиссёром фильма выступил Дэвид Малле.
Концерт получил платиновый статус продаж во Франции и Германии.
При выпуске двойного концертного альбома Live Over Europe 2007 было объявлено о выпуске концерта в форматах HD DVD и Blu-Ray, однако этого не произошло по причине падения популярности формата HD DVD и недостаточного, по мнению звукозаписывающей компании, рынка для Blu-Ray.

## Список композиций
Концерт разделён на два DVD; каждая песня содержит скрытый видео-бонус, доступный как при нажатии кнопки во время появления на экране специального значка, так и через корневое меню. Третий диск содержит документальный фильм «Come Rain or Shine».

### DVD 1
| Concert 1. «Duke’s Intro» - «Behind the Lines» - «Duke’s End» 2. «Turn It On Again» 3. «No Son of Mine» 4. «Land of Confusion» 5. «Cage Medley» - «In the Cage» - «The Cinema Show» - «Duke’s Travels» 6. «Afterglow» 7. «Hold on My Heart» 8. «Home by the Sea» / «Second Home by the Sea» 9. «Follow You, Follow Me» / «Firth of Fifth» (фрагмент) / «I Know What I Like» (с элементами «Stagnation») | Extras 1. How Does «Duke’s End» End? 2. We’re Gonna Take It Up a Little Bit 3. Plugged In. Turned On. On the Edge 4. Minimal Confusion 5. Tony Changed His Mind 6. We Need More Lights 7. Counting the Bars to 'Heart' 8. Working On 'Home' 9. Mike Wants Phil’s 'Feel' On Drums 10. From 'G' to 'G' on 'Firth' 11. Time to Dance Tour Programme |

### DVD 2
| Concert 1. «Mama» 2. «Ripples» 3. «Throwing it all Away» 4. «Domino» 5. «Conversations With 2 Stools» 6. «Los Endos» / «Dance on a Volcano» (фрагмент) 7. «Tonight Tonight Tonight» / «Invisible Touch» 8. «I Can’t Dance» 9. «Carpet Crawlers» | Extras 1. Bring the Pitch Down Like Elton 2. Acoustic 'Ripples' 3. 'Throwing it all' Down 4. Tony Talks About His Inspiration 5. The Drum Duet 6. Not a Period Piece 7. Invisible Key 8. Phil, Tony & Mike, and Phil & Mike? 9. Singing Along Deleted ScenesDid You Do Your Homework? Gallery |

### DVD 3
«Come Rain or Shine»

## В записи участвовали
- Фил Коллинз — вокал, ударные;

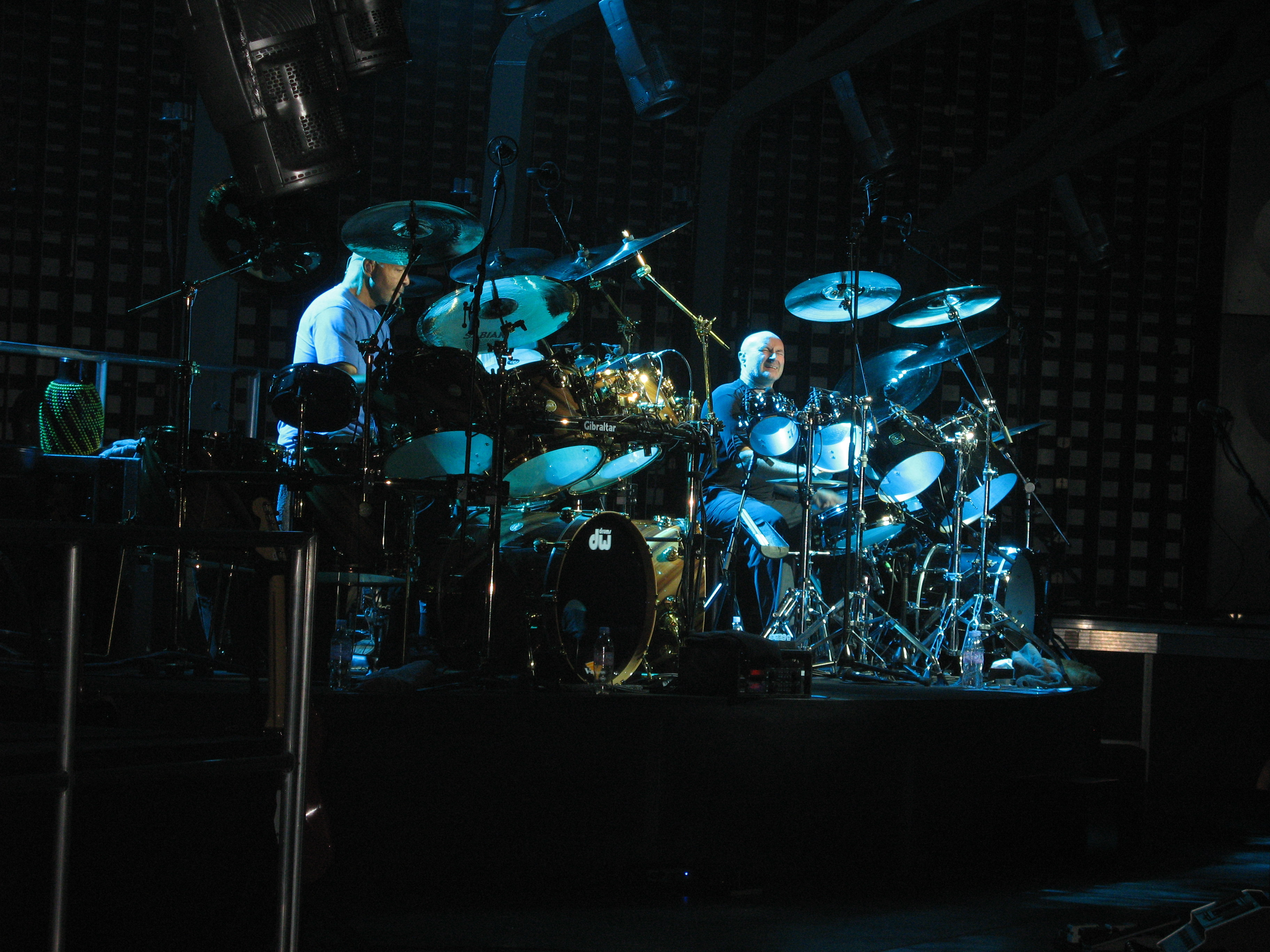
Коллинз и Томпсон исполняют барабанный дуэт

- Майк Резерфорд — гитары, бас-гитара, бэк-вокал;
- Тони Бэнкс — клавишные, бэк-вокал

сессионные музыканты
- Дэрил Стёрмер — гитары, бас-гитара, бэк-вокал;
- Честер Томпсон — ударные